# Bad (dal)
A Bad Michael Jackson amerikai énekes dala. 1987 szeptemberében jelent meg Jackson Bad című albumának második kislemezeként. Szerzője Jackson, producere Quincy Jones. A dalt igaz történet ihlette.
A kritikusok kedvező fogadtatásban részesítették a dalt, és megjegyezték, hogy a Bad hozzájárult ahhoz, hogy Jackson keményebb imázst mutasson, mint korábban. A dal az amerikai Billboard Hot 100 slágerlista élére került, és két hétig ott is maradt, ezzel Jackson második listavezető dala lett az albumról, és a hetedik egész karrierje során. A dal külföldön is sikert aratott, tizenegy országban került az első tíz hely valamelyikére a slágerlistán.
A dal videóklipjét Martin Scorsese rendezte és 1987 végén jelent meg. A klipben Jackson és táncosai egy metróállomáson táncolnak. A klip koreográfusa elmondta, hogy a klip történetét a West Side Story egy jelenete ihlette. A klipet egy kategóriában jelölték MTV Video Music Awardra 1988-ban.

## Háttere
A dalt Jackson 1987-ben írta. Eredetileg Jackson és Prince duettje lett volna, ebből azonban végül nem lett semmi. Jackson így ír a dalról 1988-ban megjelent, Moonwalk című önéletrajzi könyvében: „A dal az utcákról szól. Egy gyerekről, aki rossz környéken nőtt fel, majd magániskolába kerül. Szünetben hazajön, és a környékbeli gyerekek zaklatni kezdik. Azt énekli: 'Rossz vagyok, te is rossz vagy, ki a legjobb?' Azt mondja, ha erős és jó vagy, akkor vagy igazán rossz.”
Az Ebony és Jet magazinnak adott 1988-as interjújában elmondta, hogy a dal igaz történeten alapul, amelyről a Time-ban vagy a Newsweekben olvasott. Egy diákról szólt, aki a gettóban nőtt fel, de kezdeni akart valamit az életével, ezért iskolába ment New York állam északi részén, és meg akarta szakítani régi barátságait, amikor hazament az őszi szünetre. Barátai végül féltékenységükben megölték, de a videóklipbe ez nem került bele.
A dal A-mollban íródott, négynegyedes ütemben, Jackson énekhangja E4 és C6 közti. Tempója 114 BPM. Dallamát a Hit the Road, Jackéhoz hasonlították. Davitt Sigerson, a Rolling Stone magazin munkatársa szerint mikor Jackson kijelenti a dal szövegében, hogy „az egész világnak felelnie kell”, nem dicsekszik, hanem tényként jelenti ki, mekkora sztár ő; a nála kevésbé sikeresek öntömjénezését szólja le, egyben kihívja közönségét, hogy nézzék le, ha merik.

## Fogadtatása
A dalt kedvező fogadtatásban részesítették a kritikusok. Többek szerint ez a dal segített Jacksonnak keményebb imázsa kialakításában. Davitt Sigerson szerint a dalnak nincs szüksége arra, hogy bárki a védelmébe vegye; dicsérte Jackson hangját a dalban. Stephen Thomas Erlewine, az AllMusic kritikusa a Badet az album három legjobb dala egyikeként nevezte meg. A külön a dalról írt kritikájában megjegyezte, hogy Jackson a hangja alapján „mintha James Brown és Mavis Staples szerelemgyereke lenne”. Azt is hozzátette, hogy a dal dicsekvő, parancsoló jellege segített emberibbnek mutatni Jacksont és megváltoztatni a róla kialakuló képet, mert „vicces hallani, ahogy leszól másokat”. Jennifer Clay a Yahoo Musictól megjegyezte, hogy bár Jackson új, kemény imázsa elsőre nehezen hihető, a Bad, Man in the Mirror és Dirty Diana jellegű dalokban jól érvényesül.
A Bad a nyolcadik helyen került fel az amerikai Billboard Hot 100 slágerlistán 1987. október 10-én, és október 24-én elérte az első helyet. Két hétig vezette a listát. Ez volt Jackson második listavezető dala a Billboard Hot 100-on a Bad albumról és a hetedik listavezető dala szólókarrierje során. A dal az első helyre került a Billboard Hot R&B Singles és a Billboard Hot Dance Club Play slágerlistán is.
Más országokban is többnyire az első tíz hely valamelyikére került. Az Egyesült Királyságban az ötödik helyen nyitott szeptember 26-án, és a következő héten felkerült a 3. helyre, ahol két hétig állt. Négy hétig maradt a top 10-ben, és tizenegy héten át a top 100-ban. A kanadai slágerlistán az ötödik helyet érte el november 7-én, Svédországban a negyediket október 14-én, és négy hétig maradt a top 10-ben. Franciaországban a lista kilencedik helyén nyitott október 3-án, hat hetet töltött a top 10-ben, és november 14-én érte el legmagasabb helyezését, a 4.-et. Az új-zélandi listára október 18-án került fel, a negyedik helyre, és a következő héten került a második helyre, majd öt héten át volt a top 10-ben és összesen tizenöt héten át a top 50-ben.
A dal 1987 harminckilencedik hetén a második helyet érte el a norvég slágerlistán, és nyolc héten át volt a top 10-ben. Az ausztrál slágerlistán kevésbé aratott sikert, a 27. volt a legmagasabb helyezése. Ausztriában a 10. helyen nyitott november elsején, a következő héten kiesett a top 10-ből, majd visszatért a 9. helyre, ami a legmagasabb helyezése lett. A holland slágerlista 87. helyén nyitott szeptember 9-én, és a következő héten a 11. helyet érte el, vagyis 73 pozíciót ugrott fel. Ezután két hétig állt az első helyen.
2006-ban, a Visionary album megjelenésekor Jackson dalai több helyen ismét felkerültek a slágerlistára. A spanyol slágerlistára 2006. április 4-én került fel a Bad először, és rögtön az első helyre került, majd folyamatosan kilenc héten át szerepelt a top 20-ban. Olaszországban az ötödik helyre került fel április 6-án. 2009-ben, Jackson halála után a dal ismét felkerült pár slágerlistára. Júliusban a 11. helyet érte el Olaszországban, a 20.-at Spanyolországban, a 25.-öt Svédországban, a 37.-et Dániában és a 40.-et az Egyesült Királyságban.

## Videóklip
A Bad videóklipjének teljes hossza 18 perc. Forgatókönyvét Richard Price író és forgatókönyvíró írta, a klipet Martin Scorsese rendezte. Több utalás található benne az 1961-ben bemutatott West Side Story filmre: nemcsak hogy utcai bandák harcáról szól, de a koreográfia egy részét is a film ihlette. Ezt a klip koreográfusa, Jeffrey Daniel is megerősítette, bár hozzátette, hogy modernebb változatban dolgozták fel. „Mintha egy vonat jönne felénk a képernyőn […], erre a hatásra törekedtem, és bevált.”
Michael a klipben egy Daryl nevű diákot alakít. Daryl hazatér az iskolából, és házukat üresen találja. Régi barátai üdvözlik, köztük vezérük, Mini Max (Wesley Snipes). együtt töltik az estét, eleinte baráti hangulatban, bár kissé kényelmetlenül, de a helyzet eldurvul, amikor a banda rájön, Daryl mennyire megváltozott és mennyire elítéli a kisebb bűncselekményeket, amiket el szoktak követni. Daryl meg akarja mutatni barátainak, hogy még mindig elég kemény, elviszi őket a metróállomásra (ez a brooklyni Hoyt Schermerhorn állomás a klipben), ahol ki akar rabolni egy öregembert, de az utolsó pillanatban meggondolja magát. Mini Max kigúnyolja, azt mondja, Daryl már nem eléggé rosszfiú. Az eddig fekete-fehér videóklip itt hirtelen színesre vált, és a fekete bőrbe öltözött Daryl egy csapat táncoló punk kíséretében elénekli a dalt. Mivel arra célozgat, hogy Max rossz véget fog érni, majdnem bajba kerül, végül azonban barátja elfogadja, hogy igaza van, és egy kézfogás után elválnak egymástól. A klip innentől ismét fekete-fehér. Az egyedül maradt Daryl nézi, ahogy barátai távoznak.
A klip felkerült Jackson több klipgyűjteményes kiadványára is: a Video Greatest Hits – HIStory DVD-változatán a hosszú, VHS-változatán a rövidített változat szerepel; a Number Ones DVD-n ismét a rövid, a Michael Jackson’s Visionön a hosszú.
A klip 1988-ban egy jelölést kapott az MTV Video Music Awards díjkiosztón. Az album egy másik klipjével, a The Way You Make Me Feellel együtt jelölték legjobb koreográfia kategóriában, de a díjat Janet Jackson The Pleasure Principle című klipje nyerte el.
Jackson halála után Letitia James városi képviselő megpróbálta elérni, hogy átnevezzék a brooklyni metróállomást, ahol a klipet forgatták, vagy emléktáblát tegyenek ki, de a közlekedési társaság 2009 szeptemberében elutasította a kérést. James petíciót tervezett indítani az ügyben. „Az, hogy Michael Jackson eljött ide és az állomáson táncolt, az 1980-as években nemcsak Brooklynnak volt nagy dolog, hanem egész New Yorknak […] Ha az ő tiszteletére átneveznénk a metróállomást, az nemcsak híressé tenné az állomást, hanem arról is gondoskodna, hogy az emberek ne felejtsék el.” A közlekedési társaság azt nyilatkozta, hogy a New York-i metró egy állomása sem viseli emberek nevét, mert megzavarhatná az utasokat.

## Számlista
| 7" kislemez (Egyesült Királyság) 1. Bad (7" Single Mix) – 4:06 2. Bad (Dance Remix Radio Edit) – 4:54 12" kislemez (Egyesült Királyság) 1. Bad – 4:06 2. Bad (Dance Extended Mix Includes 'False Fade') – 8:24 3. Bad (Dub Version) – 4:05 4. Bad (A Cappella) – 3:49 7" kislemez (Egyesült Államok, Európa) 1. Bad – 4:06 2. I Can’t Help It – 4:28 | CD kislemez (Egyesült Államok) 1. Bad (Dance Extended Mix Includes "False Fade") – 8:24 2. Bad (7" Single Mix) – 4:06 3. Bad (Dance Remix Radio Edit) – 4:54 4. Bad (Dub Version) – 4.05 5. Bad (A Cappella) – 3:49 Visionary kislemez - CD oldal: 1. Bad (7" Single Mix) – 4:06 2. Bad ("False Fade" Dance Extended Mix) – 8:22 - DVD oldal: 1. Bad (videóklip) – 4:19 |

## Helyezések
| Slágerlista (1987)                | Legmagasabb helyezés |
| --------------------------------- | -------------------- |
| Ausztrál kislemezlista            | 4                    |
| Brit kislemezlista                | 3                    |
| Dán kislemezlista                 | 37                   |
| Eurochart Hot 100                 | 1                    |
| Francia kislemezlista             | 4                    |
| Holland kislemezlista             | 1                    |
| Ír kislemezlista                  | 1                    |
| Kanadai kislemezlista             | 5                    |
| Norvég kislemezlista              | 2                    |
| Olasz kislemezlista               | 1                    |
| Osztrák kislemezlista             | 9                    |
| Spanyol kislemezlista             | 1                    |
| Svájci kislemezlista              | 3                    |
| Svéd kislemezlista                | 4                    |
| USA Billboard Hot 100             | 1                    |
| USA Billboard Hot R&B Singles     | 1                    |
| USA Billboard Hot Dance Club Play | 1                    |
| Új-zélandi kislemezlista          | 2                    |
| Slágerlista (2011)                | Legmagasabb helyezés |
| Magyar kislemezlista              | 5                    |

## Hivatalos változatok
- Album Version – 4:06
- 7" Single Mix (New Album Version) – 4:06
- Dance Extended Mix Includes "False Fade" – 8:23
- Dance Remix Radio Edit – 4:56
- Dub Version – 4:06
- A Cappella – 3:49

## Fellépések
Jackson 1987 és 1989 közt zajló Bad World Tour mindkét szakaszában előadta a dalt, az első szakaszban záródalként, a másodikon a koncert 16. dalaként. A Dangerous turnénak csak első szakaszán adta elő. Előadta volna a This Is It koncertsorozaton is, melyre végül halála miatt nem került sor.

## Feldolgozások
- 1988-ban "Weird Al" Yankovic parodizálta a dalt Fat címmel, Even Worse című albumán.[28]
- 1988-ban az Alvin and the Chipmunks dolgozta fel The Chipmunks and The Chipettes: Born to Rock című albumán.
- 2009 júniusában, Jackson halála után többen is előadták Jackson emlékére, rendszerint más dalaival együtt. Shaun Micallef 2010-ben egy újévi műsor keretén belül adta elő. A 2009-es MTV Video Music Awards díjkiosztón táncosok adtak elő koreográfiát több dalra Jackson emlékére; köztük volt a Bad, a Thriller (1982) és a Smooth Criminal (1987).[29]
- Megjelent egy videófelvétel is, amelyen Fülöp-szigeteki elítéltek táncolnak Jackson dalaiból, többek közt a Badből és a They Don’t Care About Usból álló egyvelegre.[30] A felvétel bónuszanyagként szerepelt volna a Michael Jackson’s This Is It DVD-n, de nem készült el időben, ezért a film DVD-jének reklámjaként használták fel.[30]
- 2010 februárjában a The Fringemunks parodizálta az iPadet kifigurázó The iPad Song című dalban.[31]
- 2010-ben a Megaagy című film végén csendül fel, annál a jelenetnél, ahol Megamind hős és Metro City védelmezője lesz.

## 2012-es kislemez
2012. augusztus 14-én a Bad egy remixe, a Bad 2012, más címen Bad (Afrojack Remix) megjelent iTunes-letöltésként és az Amazon.com-on a Bad album 25. évfordulós új kiadása, a Bad 25 első kislemezeként. A remixben Pitbull amerikai rapper, Afrojack holland DJ, valamint DJ Buddha is közreműködik.

### Dallista
Digitális kislemez
1. Bad (Afrojack Remix) [feat. Pitbull] [DJ Buddha Edit] – 4:29

HMV Exclusive CD Single
(a HMV-ben előrendelt Bad 25 albumokhoz bónusz CD)
1. Bad [Remix By Afrojack Featuring Pitbull – The Derry Mix] – 3:54

### A remix fogadtatása
A dal még az album megjelenése előtt megjelent letöltésként, és számos ország slágerlistájára felkerült. A Billboard Japan Hot 100 lista 52. helyén nyitott 2012. szeptember 15-én, és pár héttel később a 6. helyet is elérte. Az amerikai Billboard Dance/Electronic Digital Songs slágerlistára a 45. helyen került fel, szeptember 1-jén, és egy hétig maradt a listán. Szeptember 29-én felkerült a Billboard Hot Dance Club Songs lista 42. helyére, ezen a listán végül a 18. helyet érte el.
A remix a kritikusoktól negatív kritikákat kapott. Randall Roberts, a Los Angeles Times popzenekritikusa szerint sértés Jackson emlékére nézve. Evan Sawdey a PopMatterstől azt írta, hogy ez a változat, melyben Pitbull rappel, „színtiszta szemét”. A The Guardian szerint „felgyorsított remix a világ legrosszabb rapperével”.

### Helyezések
| Slágerlista (2012)                 | Legmagasabb helyezés |
| ---------------------------------- | -------------------- |
| Osztrák kislemezlista              | 45                   |
| Japán Hot 100                      | 6                    |
| USA Billboard Hot Dance Club Songs | 18                   |